# Angara (linia lotnicza)
Angara (Linia lotnicza "Angara" spółka akcyjna, ros. Акционерное общество "Авиакомпания «Ангара»") – rosyjskie linie lotnicze z siedzibą w Irkucku. Głównym portem lotniczym jest port lotniczy Irkuck, bazy w Jużnieudinsku i Tołmaczewie. Linie wykonują regionalne loty rozkładowe oraz czarterowe.

## Flota
Stan na kwiecień 2021.:
| Model       | Ilość | Liczba pasażerów | Uwagi              |
| ----------- | ----- | ---------------- | ------------------ |
| An-148-100E | 5     | 75               | Dostarczone w 2012 |
| An-24RV     | 7     | 48               |                    |
| An-24B      | 1     |                  |                    |
| Mi-8T       | 10    |                  |                    |
| Mi-8AMT     | 2     |                  |                    |
| Mi-8MTV     | 1     |                  |                    |
| Razem:      |       |                  |                    |

## Wypadki
- 11 lipca 2011 – lot 9007 z Tomska do Surgutu obsługiwany przez An-24 RA-47302, który podczas lotu doznał pożaru silnika. Zginęło 7 osób, a 30 zostało rannych[2].
- 27 czerwca 2018 – Lot 200 z Ułan Ude do Niżnieangarska An-24 rozbił się podczas lądowania. Zginęły 2 osoby, a 22 odniosło obrażenia.